# Trongisvágur

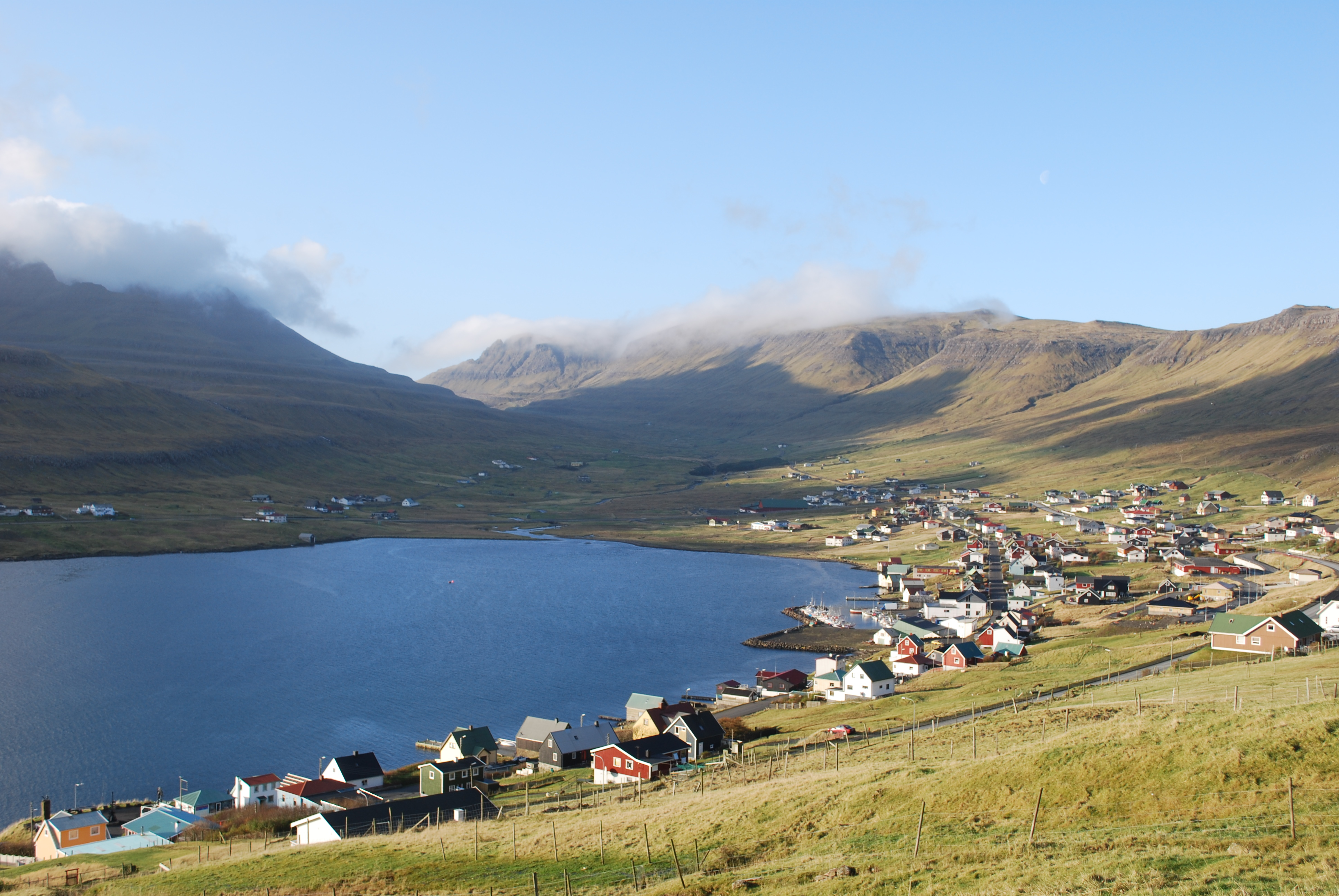
Trongisvágur

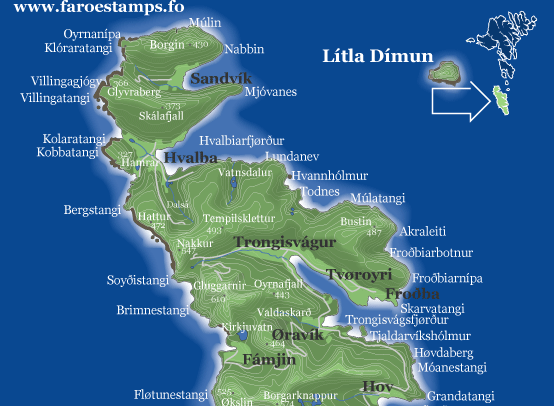
Trongisvágur im Norden von Suðuroy

Trongisvágur [ˈtɹɔnʤɪsˌvɔaːvʊɹ] (dänisch: Trangisvåg) ist ein Ort der Färöer im nördlichen Teil der Insel Suðuroy am Ende des zum östlichen Küstenbereich gehörenden Fjords Trongisvágsfjørður. Zusammen mit den beiden benachbarten Orten Tvøroyri und Froðba bildet er das bedeutendste Siedlungszentrum auf der südlichsten Insel der Färöer. Der 516 Einwohner zählende Ort (Jan. 2015) gehört zur Gemeinde Tvøroyri (Tvøroyrar kommuna). Die Postleitzahl von Trongisvágur lautet FO-826.

## Geschichte
Erstmals in schriftlichen Quellen erwähnt wird Trongisvágur im Jarðarbókin von 1584.
Der Ort wurde ebenso wie zwei Nachbarorte im Jahr 1629 von algerischen Seeräubern heimgesucht. Bereits 1733 unternahm eine englische Minengesellschaft in der Nähe von Trongisvágur den ersten Versuch zum Abbau von Kohle auf den Färöern. Im Jahr 1854 verlegte der Sýslumaður von Suðuroy seinen Sitz von Hvalba nach Trongisvágur und später nach Tvøroyri. Noch Anfang des 19. Jahrhunderts war Hvalba mit um die 200 Einwohner nach der Hauptstadt Tórshavn der zweitgrößte Ort auf den 18 Inseln gewesen. Im Jahr 1963 wurde mit der Tunnelverbindung zwischen Trongisvágur und Hvalba (Hvalbiartunnilin) der erste und damit älteste Straßentunnel auf den Färöern eröffnet. Im Jahr 2005 wurde die alte Smyril-Fähranlegestelle in Drelnes aufgegeben und mit der neugebauten Smyril-Fähre die Anlegestelle in Krambatangi (Ørðavíkarlíð) in Betrieb genommen. Seit 2010 wird der in den 1930er Jahren gebaute alte Salz-Silo in Drelnes zu einem Kulturzentrum umgebaut.

## Der Wald von Trongisvágur

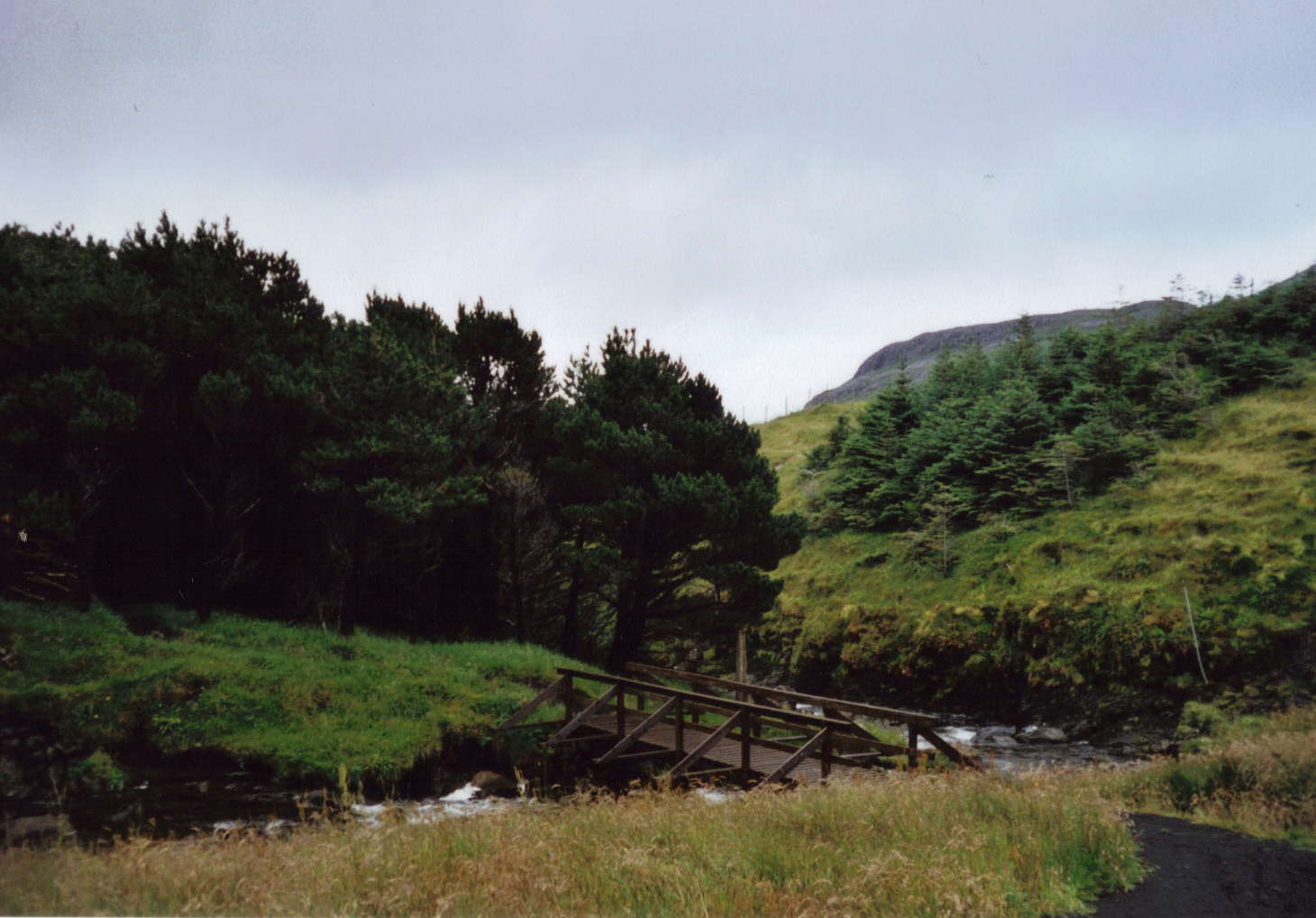
Wald bei Trongisvágur mit Brücke über den Rangá

Etwa 1 km westlich von Trongisvágur dehnt sich einer der größten Wälder der Färöer aus, der besuchenswerte Viðarlundin í Trongisvági. Wie alle Wälder bzw. Parkanlagen der Färöer außerhalb der Hauptstadt Tórshavn ist er eingezäunt, um die Bäume vor Nahrung suchenden Schafen zu schützen. Er bedeckt eine Fläche von über 3 ha und ist mit seinen Wanderwegen und Grillplätzen am Bach Rangá ein beliebtes Ausflugsziel.

## Persönlichkeiten
- Kristian Djurhuus (1895–1984) – der Sýslumaður von Suðuroy und Ministerpräsident der Färöer (Løgmaður) lebte von 1920 bis zu seinem Tod in Trongisvágur.
- Heðin Mortensen (* 1946) – der Bürgermeister von Tórshavn stammt ursprünglich aus Trongisvágur
- Jenis av Rana (* 1953) – aus Trongisvágur gebürtiger Politiker und Løgtingsabgeordneter

## Bilder

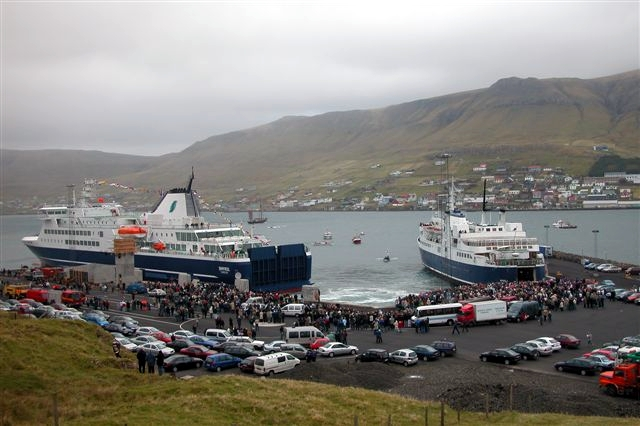
Smyril in Krambatangi
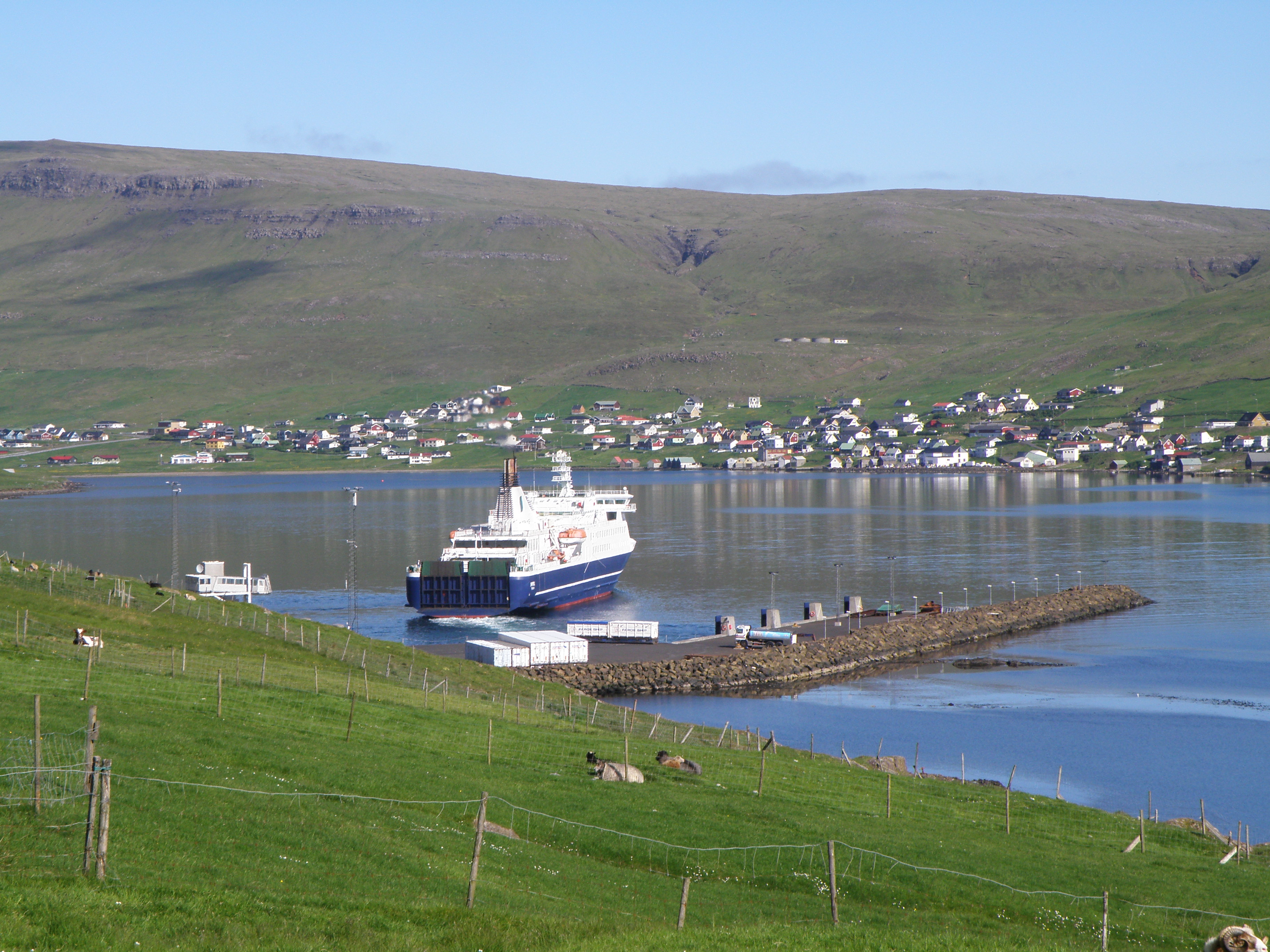
Smyril beim Auslaufen aus Krambatangi
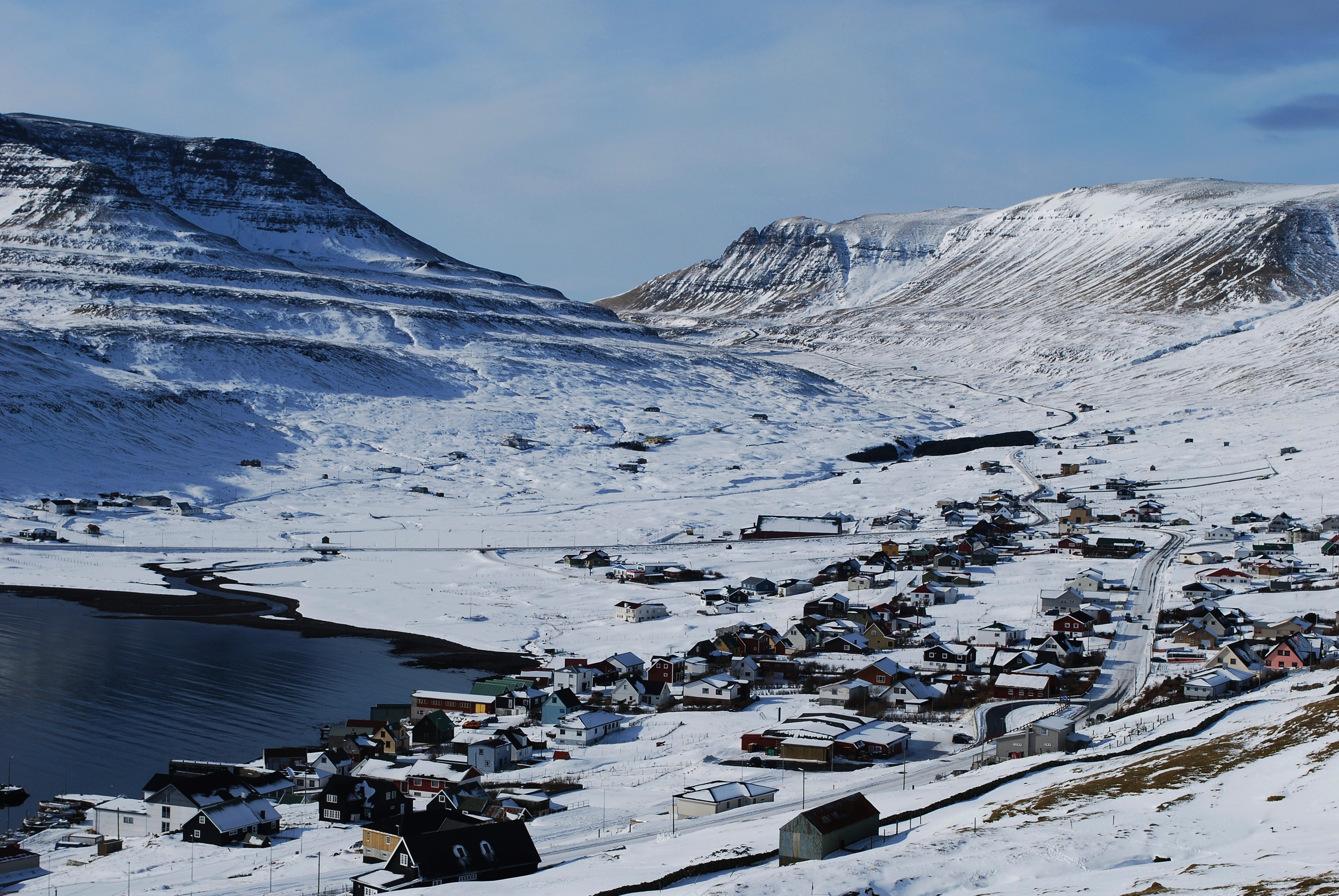
Trongisvágur im Winter
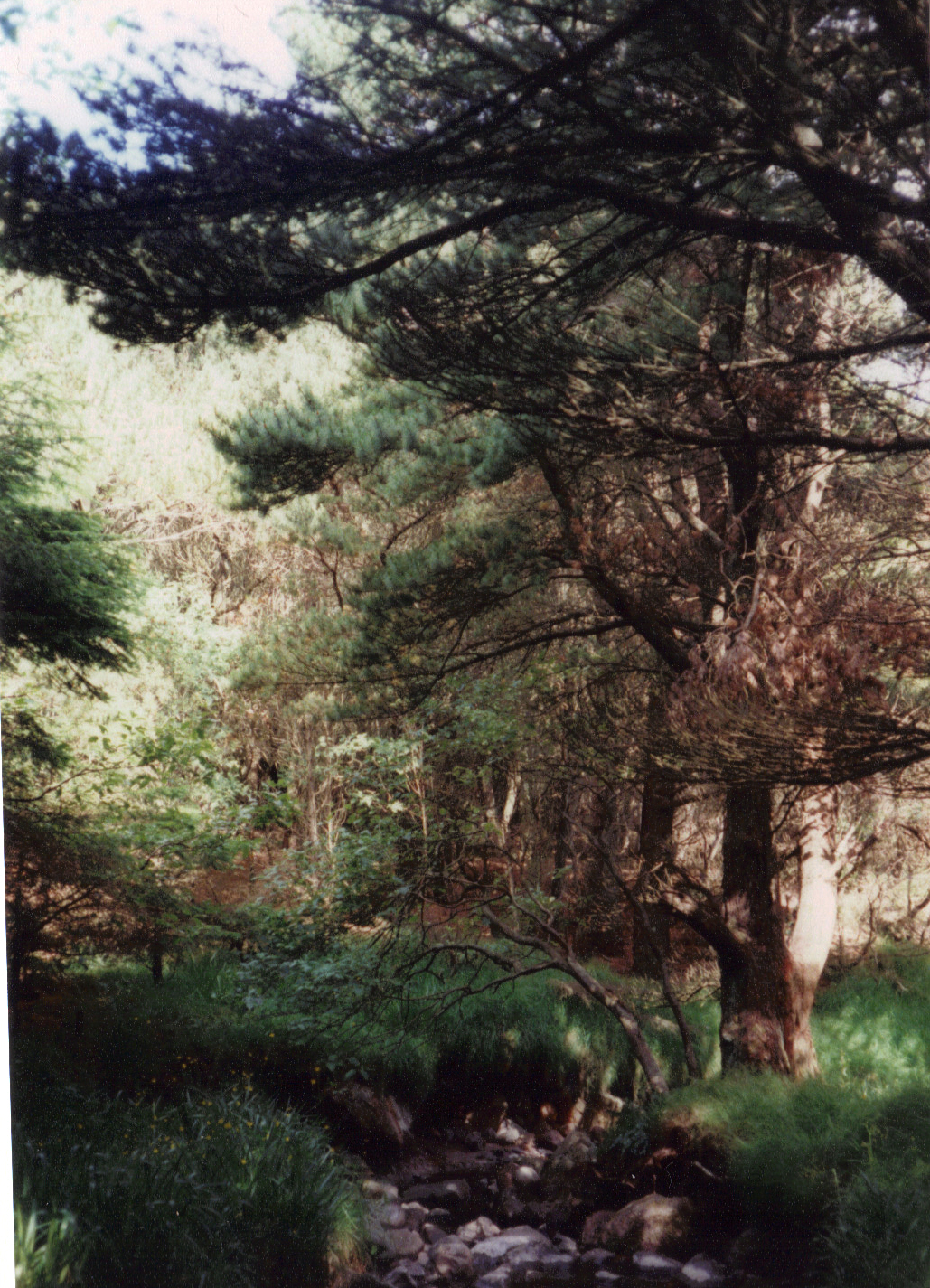
Der Wald in Trongisvágur
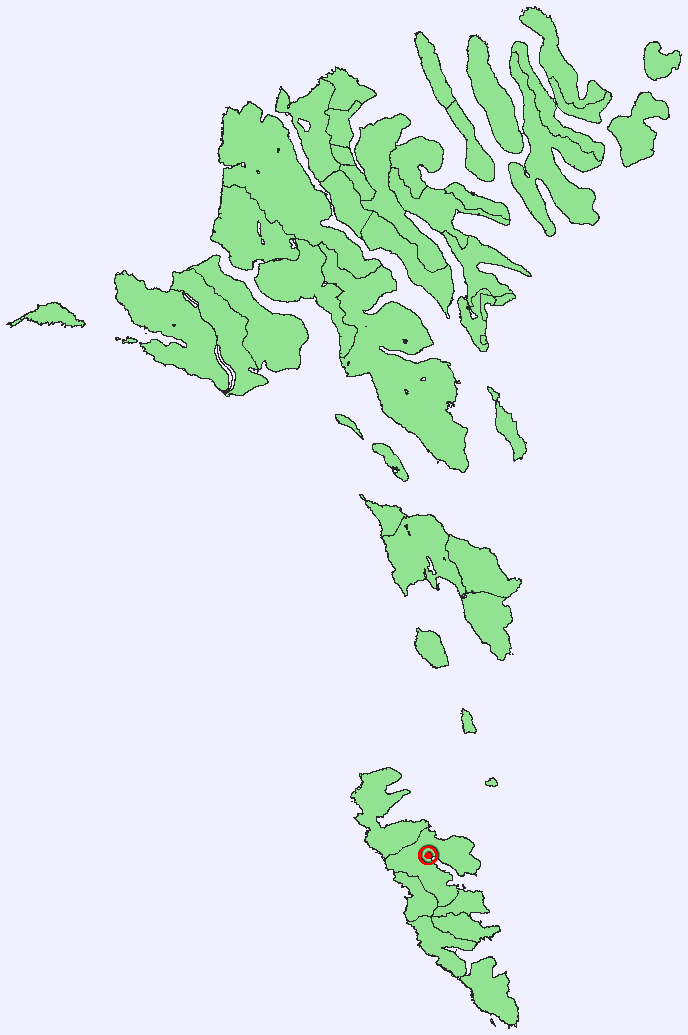
Lage von Trongisvágur